# Crates d'Atenes (filòsof)
Crates d'Atenes (grec antic: Κράτης, llatí: Crates), fill d'Antígenes, va ser un filòsof grec deixeble, amant i amic de Polemó d'Atenes, i el seu successor com a escolarca a l'Acadèmia cap a l'any 270 aC. Segons Diògenes Laerci, que reprodueix un epigrama d'Antàgores de Rodes, compartien filosofia, compartien casa i fins i tot van compartir el sepulcre.
Arcesilau de Pítana va ser deixeble seu. Havia marxat de l'escola de Teofrast per incorporar-se a la de Crates. Diògenes Laerci diu que Crates tenia sempre una taula parada a casa de Cràntor de Soli, i que tots dos convivien amorosament amb Arcesilau. Quan Crates va morir va deixar escrits diversos llibres.
Els seus deixebles més distingits foren, a més del filòsof Arcesilau, Teodor Ateu (fundador d'una secta filosòfica), Bió Boristenites i també Cràntor de Soli. Els seus escrits s'han perdut. Diògenes Laerci diu que tractaven de filisofia, d'obres de teatre i de comèdies i alguns eren reculls de discursos, però segurament els discursos eren de Crates de Tral·les.